# スーザン・スティーヴン
スーザン・スティーヴン（Susan Stephen、1931年7月16日 - 2000年4月21日）は、イギリスの女優。

## 出演作品
- 海に消えた恋
- ダーク・ボガードの 求婚物語／エンゲージリング・ストーリー（アン・パーブス）
- 黄金の牙
- 赤いベレー
- 貴女は若すぎる
- 盗まれた顔